# Riley Sprite
Der Riley Sprite (engl. sprite = ‚Kobold, Geist‘) ist ein vor dem Zweiten Weltkrieg hergestellter Pkw des britischen Automobilherstellers Riley.

## Beschreibung
Der Riley Sprite war ein kleiner Roadster. Riley brachte ihn 1936 als Nachfolger des Riley MPH heraus.
Der Wagen hat den gleichen Motor wie der Riley 12/4, einen Vierzylinder-Reihenmotor mit seitlicher Nockenwelle, hängenden Ventilen und 1496 cm³ Hubraum. Im Sprite entwickelte er aber 61 bhp (45 kW), da er mit zwei SU-Vergasern ausgerüstet war. Der Radstand war ca. 300 mm kürzer als der der Limousinen. Gegenüber dem Vorgänger MPH war der Radstand unverändert, aber der Aufbau war länger und schwerer. Der elegante Sportwagen erreichte 141 km/h. Meist wurde der Wagen mit einem Wilson-Vorwahlgetriebe ausgeliefert.
In der kurzen Produktionszeit wurden von diesem Modell 51 Stück gebaut. Danach wurde die Produktion ohne einen Nachfolger eingestellt.

### Riley TT Sprite
Ein Riley TT Sprite unterscheidet sich durch einen anderen Karosserieaufbau. Sie sind dadurch leichter. Das Chassis, der Motor, die Achsen und das Getriebe sind gleich. Der TT wurde für internationale Rennen gebaut. Es gibt ca. sechs originale Werkswagen.

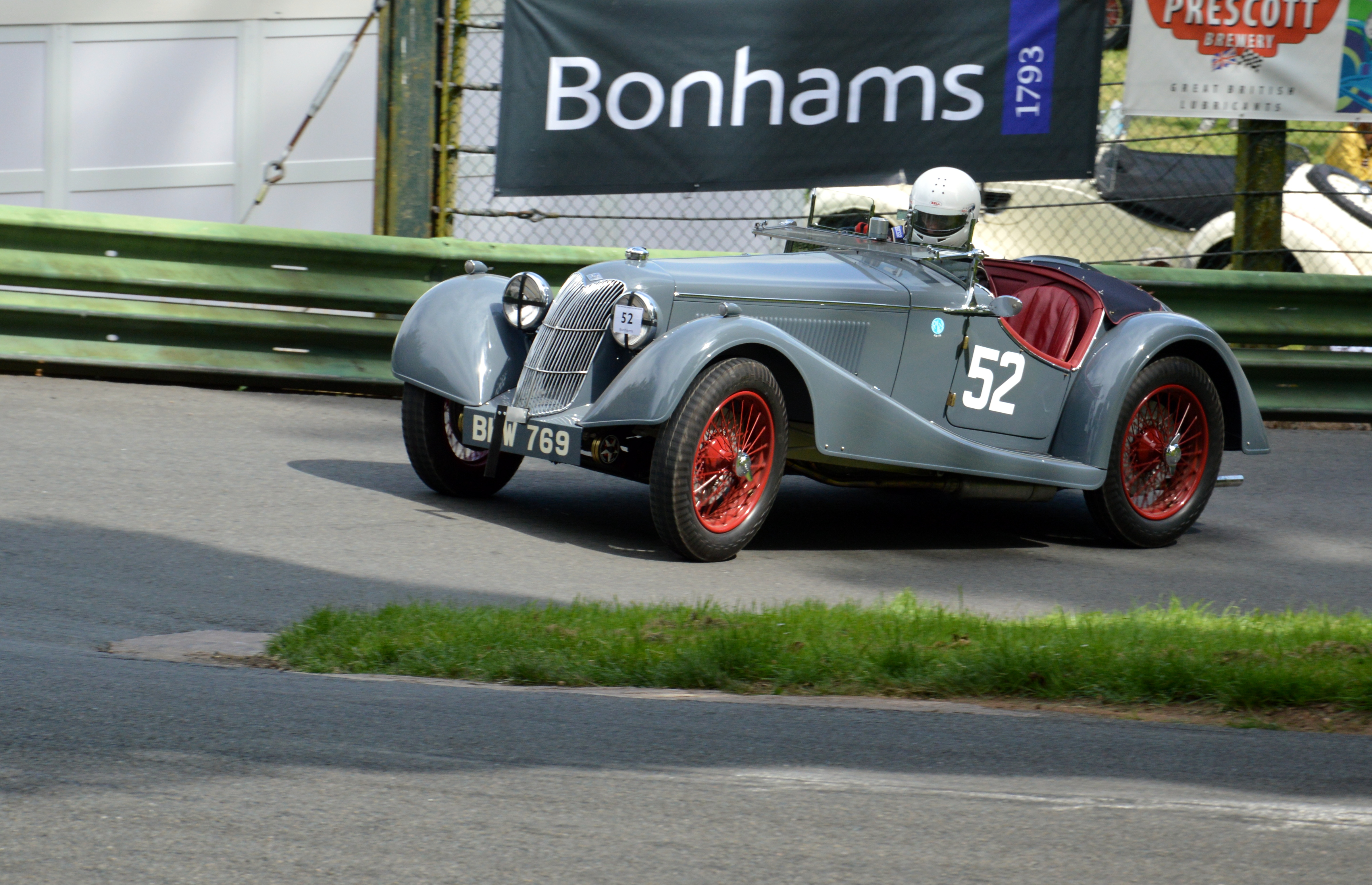
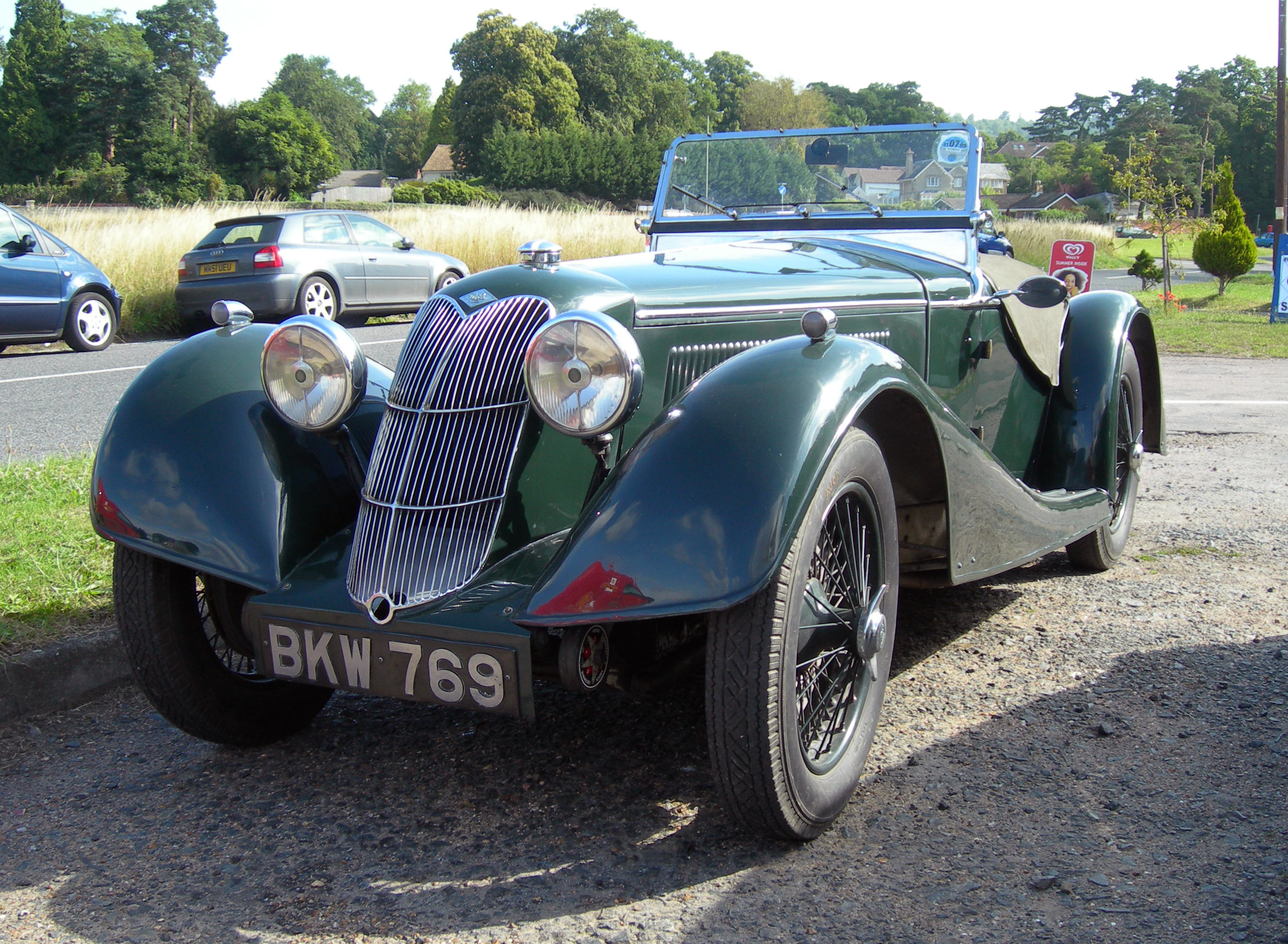
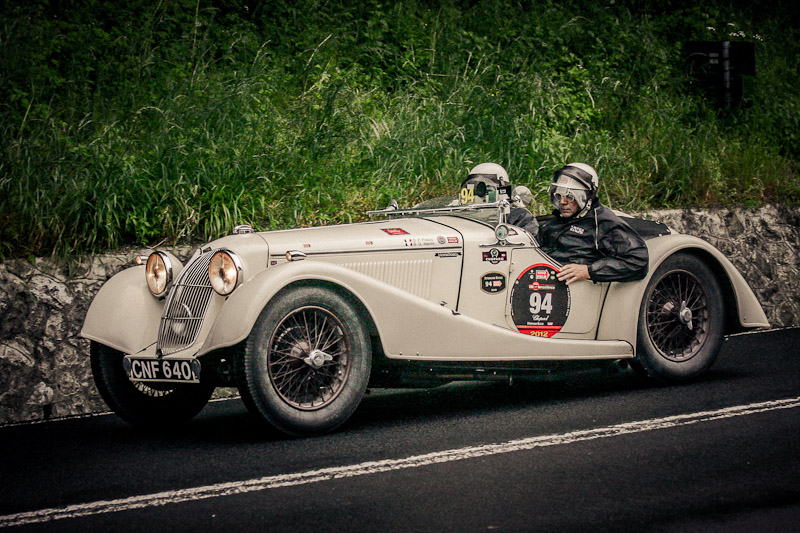
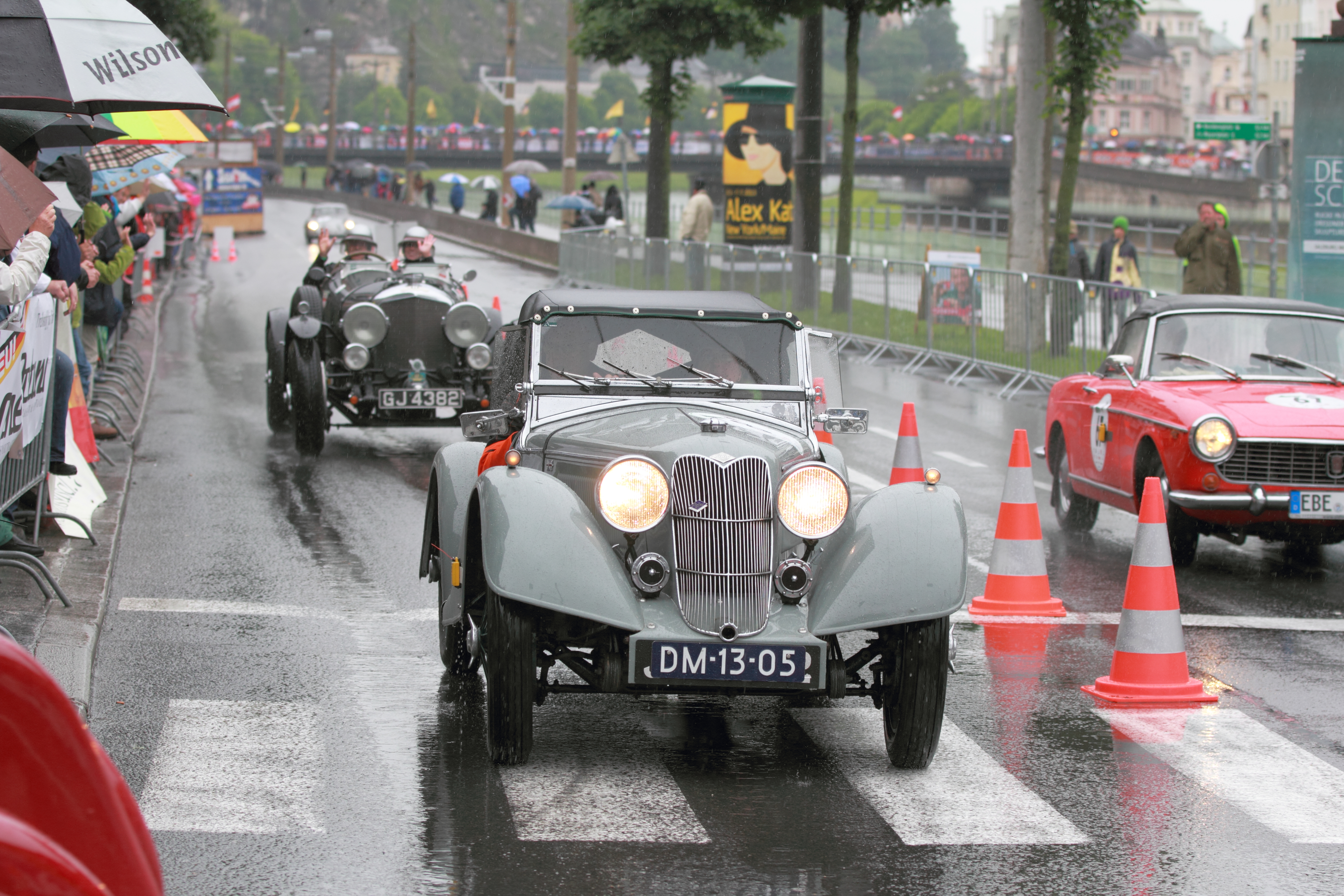
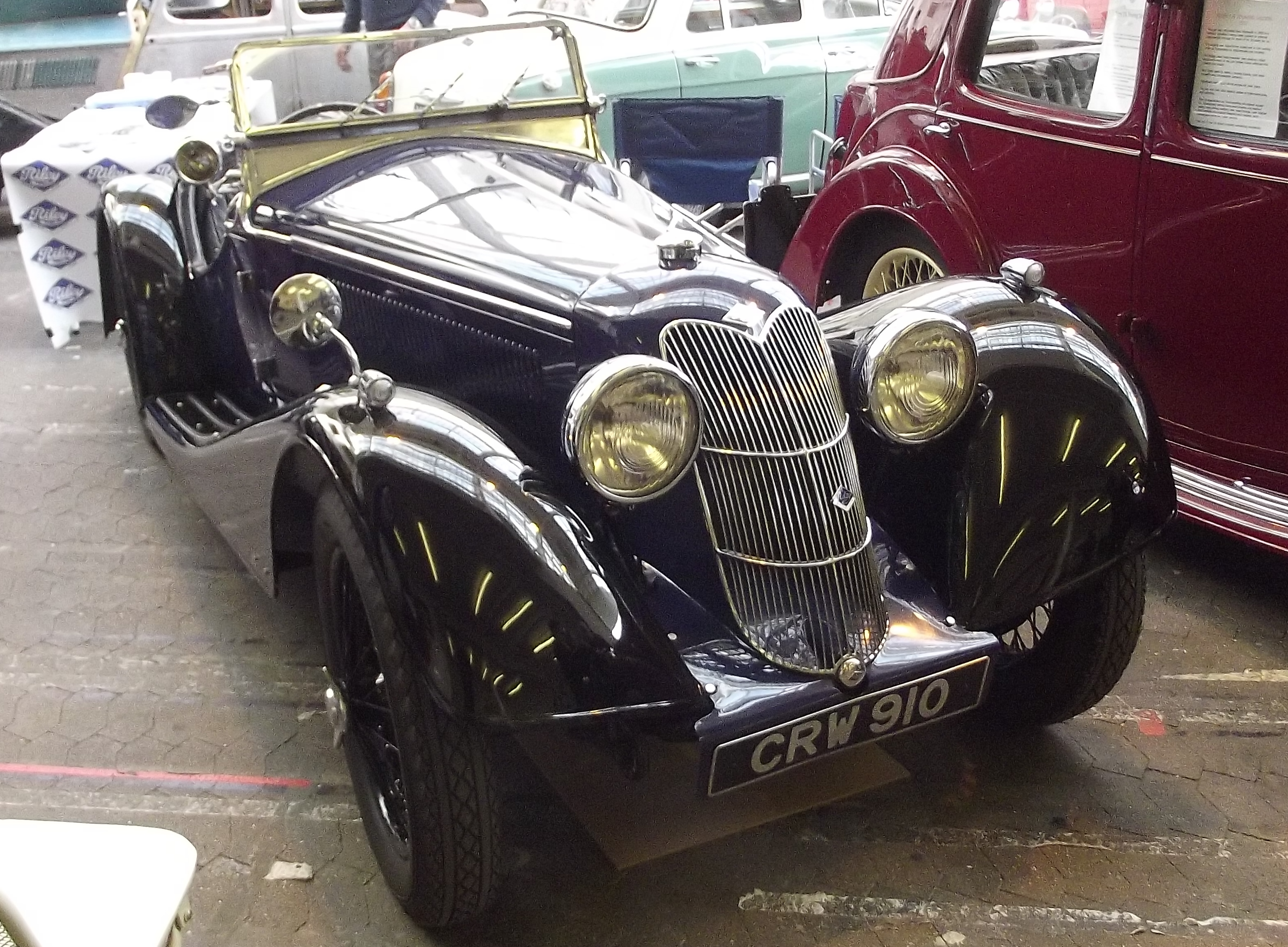